# Lieja-Bastoña-Lieja 1947
La Lieja-Bastogne-Lieja 1947 fue la 33.ª edición de la clásica ciclista Lieja-Bastoña-Lieja. La carrera se disputó el domingo 20 de abril de 1947, sobre un recorrido de 218 km. El vencedor final fue el belga Richard Depoorter (Garin-Wolber) que se impuso al sprint a sus compatriotas Raymond Impanis (Alcyon-Dunlop y Florent Mathieu, segundo y tercero respectivamente. 

## Clasificación final
| Posición | Ciclista               | Equipo             | Tiempo   |
| -------- | ---------------------- | ------------------ | -------- |
| 1        | Richard Depoorter      | Garin-Wolber       | 6h28'00" |
| 2        | Raymond Impanis        | Alcyon-Dunlop      | a 4"     |
| 3        | Florent Mathieu        | -                  | s.t.     |
| 4        | Louis Thiétard         | Metropole          | s.t.     |
| 5        | Stan Ockers            | Groene Leeuw       | s.t.     |
| 6        | Pierre Tacca           | Mercier-Hutchinson | s.t.     |
| 7        | Marcel Rijckaert       | Mercier-Hutchinson | a 1'14"  |
| 8        | René Oreel             | -                  | s.t.     |
| 9        | Maurice De Wannemaeker | -                  | s.t.     |
| 10       | Désiré Stadsbader      | -                  | s.t.     |